# Eudipleurina
Eudipleurina és un gènere d'arnes de la família Crambidae.

## Taxonomia
- Eudipleurina ambrensis Leraut, 1989
- Eudipleurina ankaratrella (Marion, 1957)
- Eudipleurina viettei Leraut, 1989